# Wiel Houwen
Willem Laurens (Wiel) Houwen (Helden, 22 maart 1911 – Venlo, 13 oktober 1990) was een Nederlands verzetsstrijder tijdens de Tweede Wereldoorlog.

## Levensloop
Wiel Houwen was afkomstig uit Helden tussen Venlo en Weert. Zijn verzetsnaam was "Houwe Wiel". Hij was leider van de KP-Helden en betrokken bij talrijke verzetsoperaties als hulp aan onderduikers, gewapende overvallen, bevrijdingsacties van collega verzetsmensen en pilotenhulp.
Hij werkte nauw samen met de bekende kapelaan Jac Naus die eveneens uit Helden afkomstig was, en in juni 1943 een van de oprichters van de LO-Limburg. Een van de leiders, pater Ludo Bleys, werd door zijn ploeg zogenaamd gearresteerd in een klooster vlak voor de Duitsers hem kwamen halen. Verder voerde de groep overvallen uit op de gemeentehuizen van Meijel, Amby en Sint Geertruid. Houwen voltrok eigenhandig de executie van twee verraders die door een verzetskrijgsraad ter dood waren veroordeeld. Op 23 april 1944 werd Houwen door Max Strobel, het hoofd van Sicherheitsdienst in Maastricht, gearresteerd op de Maasbrug in Roermond. Houwen had een pistool bij bezig en probeerde kort daarna zichzelf schietend te bevrijden, maar werd overmeester. Daarna werd hij ondervraagd door Strobels rechterhand Richard Nitsch, die dat met veel geweld deed. Kort daarop werd hij overgebracht naar Kamp Vught.
Houwen werd ter dood veroordeeld, maar in Vught verwisseld met een ander persoon die in zijn plaats geëxecuteerd werd. Vanuit Vught volgde een transport naar concentratiekamp Sachsenhausen. Hij overleefde de dodenmars van Sachsenhausen naar Schwerin, waar Houwen in mei 1945 door de Russen werd bevrijd.
Na de oorlog ontving Houwen op 4 september 1946 in Den Haag van de Amerikaanse regering de Medal of Freedom with Silver Palm. Ook was hij drager van het Verzetsherdenkingskruis en Member of the British Empire. Later in zijn leven had hij er moeite mee dat veel mensen die in zijn ogen weinig binnen het verzet hadden gedaan, wel met de eer gingen strijken.